# Нтарьямира, Сиприен
Сиприен Нтарьямира (рунди и фр. Cyprien Ntaryamira; 6 марта 1955 — 6 апреля 1994) — бурундийский политический и государственный деятель, президент Республики Бурунди c 5 февраля по 6 апреля 1994 года.

## Биография
Принадлежал к народности хуту, составляющей большинство населения Бурунди. Среднее образование получил в столице страны Бужумбуре. Окончил Национальный университет Руанды в Кигали в 1982 году, по образованию — агроном. Был политическим активистом, участвовал в социалистическом движении. В 1983 году вернулся в Бурунди, работал по специальности. В 1985 году был арестован по политическим основаниям при режиме полковника Жан-Батиста Багазы, принадлежавшего к народности тутси, составляющей меньшинство населения страны, но традиционно находившейся у власти.
В августе 1986 года Нтарьямира стал одним из основателей и руководителем по вопросам экономической политики оппозиционной партии Фронт за демократию в Бурунди (ФРОДЕБУ), в которой доминировали хуту. 1 июня 1993 года на первых в истории страны демократических президентских выборах главой государства был избран лидер ФРОДЕБУ Мельхиор Ндадайе. В новом правительстве Нтарьямира занял пост министра сельского хозяйства.
Однако уже в октябре 1993 года в стране произошёл переворот, организованный военными-тутси, в результате которого погибли президент Мельхиор Ндадайе и шесть членов правительства. Во время происшедшего после переворота вооружённого конфликта между хуту и тутси погибли, по разным данным, от 50 до 100 тысяч человек. В результате организаторы переворота потерпели поражение, и парламент, большинство в котором составляли представители ФРОДЕБУ, 5 февраля 1994 года избрал нового президента-хуту, которым стал Нтарьямира. В соответствии с условиями политического компромисса премьер-министром был назначен представитель ранее правившей в стране партии Союз за национальный прогресс (УПРОНА), состоящей преимущественно из тутси.

### Гибель
В апреле 1994 года Сиприен Нтарьямира участвовал в Дар-эс-Саламе (Танзания) во встрече, которая была посвящена попытке урегулирования вооружённых конфликтов между хуту и тутси в Бурунди и соседней Руанде. 6 апреля 1994 года самолёт, на борту которого находились возвращавшиеся оттуда Сиприен Нтарьямира и президент Республики Руанда Жювеналь Хабьяримана был сбит зенитной ракетой на подлёте к аэродрому Кигали; оба президента погибли. Представители хуту обвинили в катастрофе своих оппонентов из числа тутси, что стало поводом для геноцида тутси в Руанде и нового резкого обострения межэтнического конфликта в Бурунди, так что следующего президента Бурунди удалось избрать лишь в сентябре.